# Weser (bateau-phare)
Le Weser est un ancien bateau-phare construit par le chantier naval AG Weser de Brême sous le nom de Norderney I en 1907. Il est maintenant un navire musée dans le port de Wilhelmshaven à côté du baliseur à vapeur de 1950, le Kapitän Meyer.

## Historique
Le navire a été construit de 1906 à 1907 sous le nom de Norderney I par AG Weser à Brême pour le bureau des bouées et des balises. La livraison a eu lieu le 14 mars 1907. Le navire était initialement propulsé par une machine à vapeur. Entre 1952 et 1954, le système de propulsion a été changé dans le cadre de la modernisation du navire par un moteur diesel MWM à six cylindres d'une puissance de 228 kW.
Le navire fut initialement un bateau-phare de réserve pour d'autres stations en mer du Nord. Il a repris la station de l'Elbe I le 31 octobre 1936 après que le Bürgermeister O’Swald I a coulé sur zone. De 1939 à 1945, le navire est amarré en tant que Leuchtschiff H à la station Elbe 2, puis à nouveau à la station Elbe 1 à partir de 1945.
Le 7 novembre 1948, il a été retiré de la station Elbe 1et remplacé par le  Bürgermeister O’Swald II . De 1949 à 1952, le navire fut mis en réserve pour les stations Elbe 1, Weser et Brême.
Le 26 mars 1954, le navire a été remis à la station Weser, mais en 1955 et 1956, il est remis sur la station Brême à cause de sa faiblesse moteur et sa mauvaise tenue en mer forte. En 1956, des travaux de rénovation sont enfin repris sur le navire. Il a ensuite été remis à la station Weser.

### Préservation
À la fin de 1981, le Weser a été mis hors service en tant que dernier bateau-phare Weser en raison des coûts d'entretien élevés. Le navire a d'abord été désarmé. Le 1er mars 1983, il a été remis à la Segelkameradschaft Klaus Störtebeker e.V.  à Wilhelmshaven qui le gère en tant que navire musée et restaurant. Le navire a été remorqué jusqu'au port commercial le 14 décembre 2017 et y est resté.

## Galerie

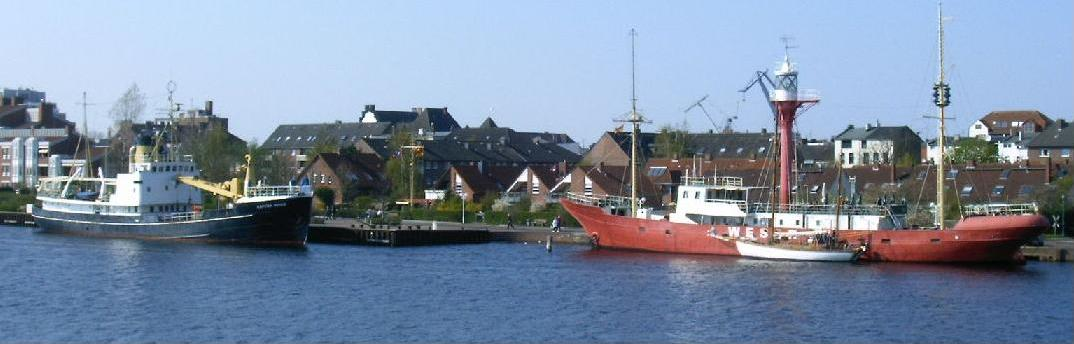
Port de Wilhelmshaven
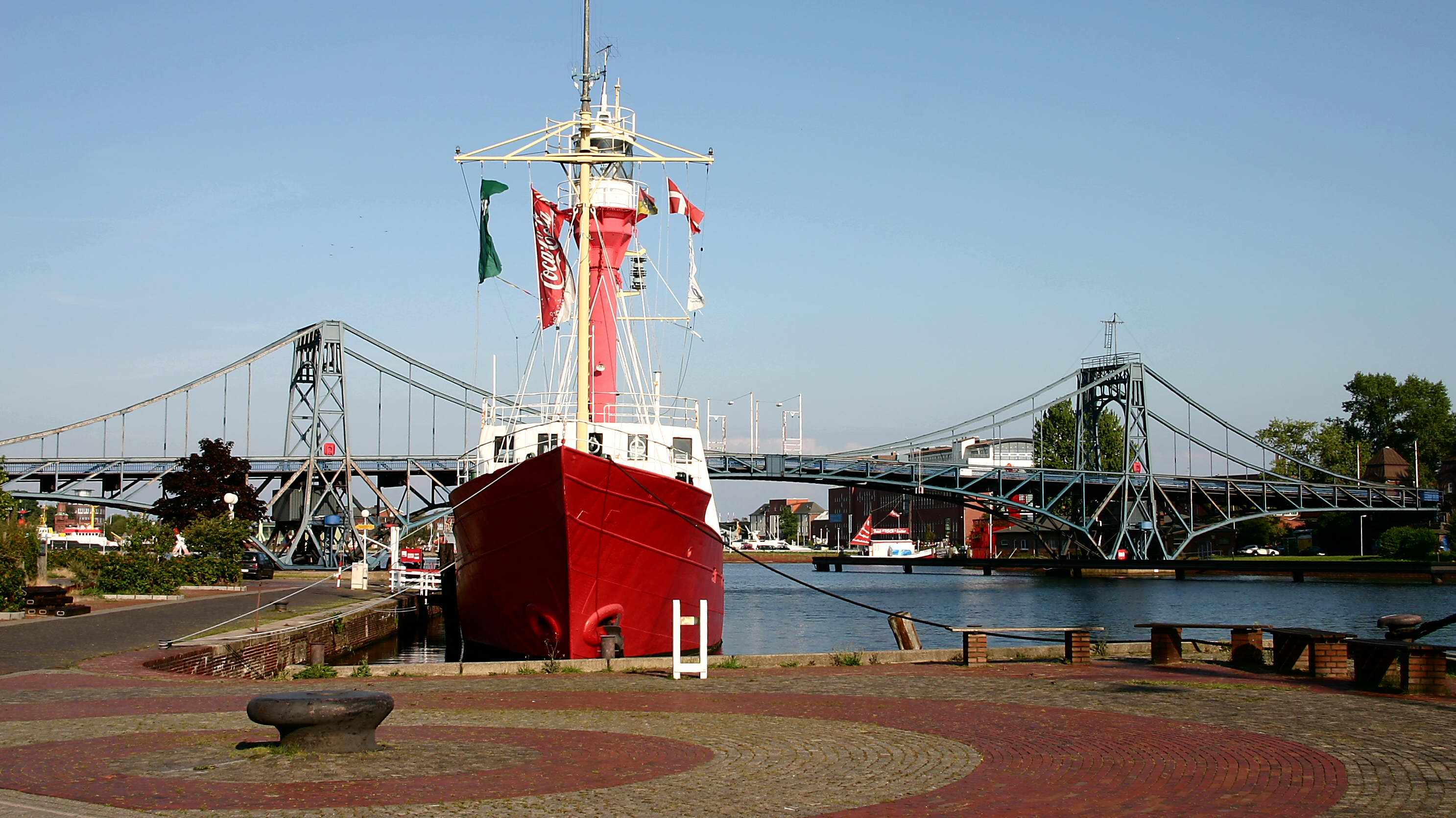
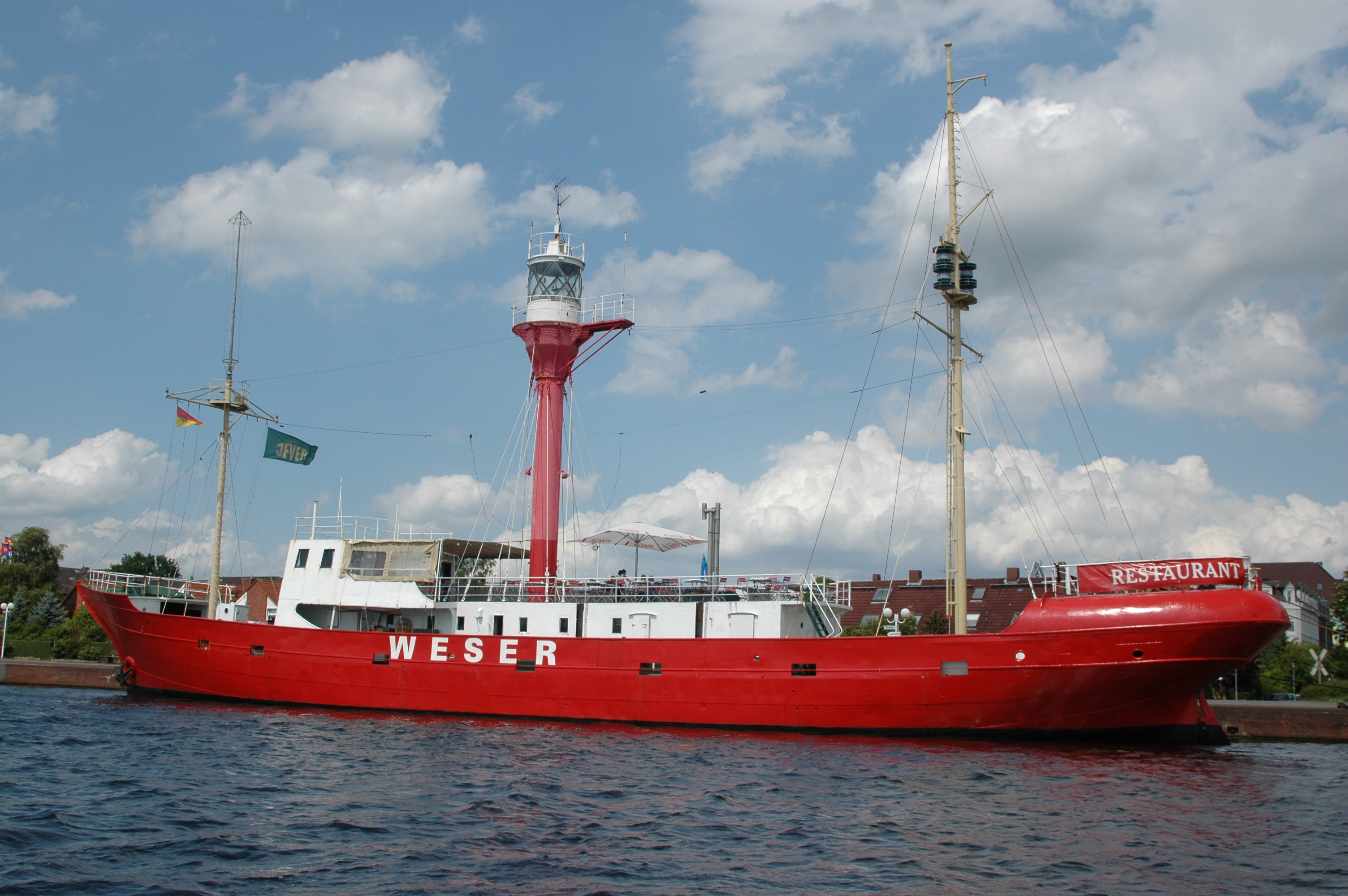